# Resolució 409 del Consell de Seguretat de les Nacions Unides
La Resolució 409 del Consell de Seguretat de les Nacions Unides aprovada el 27 de maig de 1977, va reafirmar les resolucions anteriors del Consell i va afirmar que les polítiques creades per ells continuarien vigents. El Consell, de conformitat amb el Capítol VII de la Carta de les Nacions Unides, va decidir també que tots els estats membres prohibirien l'ús de fons en el seu territori per l'ús de la república de Rhodèsia i/o els ciutadans de Rhodèsia, excepte per pensions. La Resolució també va decidir que el Comitè establert a la Resolució 253 (1968) examini possibles usos de l'article 41 de la Carta de les Nacions Unides.
La resolució va ser aprovada per unanimitat sense votació.